# Mohammed Al-Sahlawi
Mohammed Ibrahim Al-Sahlawi (en árabe: محمد إبراهيم السهلاوي; nacido el 10 de enero de 1987) es un futbolista saudí que juega en la posición de delantero en el club Muaither S. C. de la Segunda División de Catar.

## Trayectoria
Mohammed Al-Sahlawi inició su carrera profesional a los 18 años en el club Al-Qadisiya donde permaneció desde el año 2005 hasta 2009. 
A mediados de 2009 firmó un contrato con el club Al-Nassr en el cual marcó un  total 123 goles en 259 partidos .

## Selección nacional
Bajo la dirección técnica del portugués José Peseiro, Mohammed Al-Sahlawi debutó con la selección absoluta de Arabia Saudita el 29 de mayo de 2010 en un partido amistoso contra España que se jugó en Innsbruck, Austria, ingresando en el minuto 64 en reemplazo de Naif Hazazi. En este encuentro también marcó su primer gol internacional, a los 75 minutos de juego hizo el segundo gol de su selección con el que empataba el marcador 2-2, finalmente España ganaría el partido por tres goles a dos.
Integró la plantilla de 23 jugadores con que Arabia Saudita disputó la Copa Asiática 2015. En este torneo anotó tres goles, sin embargo, su selección no pudo pasar de la fase de grupos. Su mejor actuación con la selección fue en la clasificación de AFC para la Copa Mundial de Fútbol de 2018 ayudando a Arabia Saudita a clasificarse al Mundial de Rusia 2018 anotando 16 goles.

### Participaciones en Copas del Mundo
| Mundial                        | Sede  | Resultado    | Partidos | Goles |
| ------------------------------ | ----- | ------------ | -------- | ----- |
| Copa Mundial de Fútbol de 2018 | Rusia | Primera Fase | 2        | 0     |

### Goles internacionales
| #  | Fecha                   | Sede      | Rival                  | Marcador | Resultado | Competencia                        | Goles |
| -- | ----------------------- | --------- | ---------------------- | -------- | --------- | ---------------------------------- | ----- |
| 1  | 29 de mayo de 2010      | Innsbruck | España                 | 3 – 2    | Derrota   | Amistoso                           |       |
| 2  | 28 de julio de 2011     | Hong Kong | Hong Kong              | 0 – 5    | Victoria  | Eliminatorias para el mundial 2014 |       |
| 4  | 22 de junio de 2012     | Taif      | Kuwait                 | 4 – 0    | Victoria  | Copa de Naciones Árabe 2012        |       |
| 6  | 14 de enero de 2015     | Melbourne | Corea del Norte        | 1 – 4    | Victoria  | Copa Asiática 2015                 |       |
| 7  | 18 de enero de 2015     | Melbourne | Uzbekistán             | 3 – 1    | Derrota   | Copa Asiática 2015                 |       |
| 9  | 30 de marzo de 2015     | Dammam    | Jordania               | 2 – 1    | Victoria  | Amistoso                           |       |
| 11 | 11 de junio de 2015     | Dammam    | Palestina              | 3 – 2    | Victoria  | Eliminatorias para el mundial 2018 |       |
| 14 | 3 de septiembre de 2015 | Yeda      | Timor Oriental         | 7 – 0    | Victoria  | Eliminatorias para el mundial 2018 |       |
| 15 | 8 de septiembre de 2015 | Shah Alam | Malasia                | 1 – 2    | Victoria  | Eliminatorias para el mundial 2018 |       |
| 17 | 8 de octubre de 2015    | Yeda      | Emiratos Árabes Unidos | 2 – 1    | Victoria  | Eliminatorias para el mundial 2018 |       |
| 22 | 17 de noviembre de 2015 | Dili      | Timor Oriental         | 0 – 10   | Victoria  | Eliminatorias para el mundial 2018 |       |
| 23 | 24 de marzo de 2016     | Yeda      | Malasia                | 2 – 0    | Victoria  | Eliminatorias para el mundial 2018 |       |

## Clubes
| Club                        | País                        | Año       | Partidos | Goles | Promedio |
| --------------------------- | --------------------------- | --------- | -------- | ----- | -------- |
| Al-Qadisiya                 | Arabia Saudita              | 2005-2008 | 7        | 5     | 0.3      |
| Al-Nassr                    | Arabia Saudita              | 2009-2019 | 255      | 119   | 0.34     |
| Al-Shabab                   | Arabia Saudita              | 2019      | 9        | 1     | 0.4      |
| Al-Taawoun                  | Arabia Saudita              | 2020      | 26       | 3     | 0.4      |
| Muaither S. C.              | Catar                       | 2021      | 12       | 2     | 0.3      |
| Al-Hazem                    | Arabia Saudita              | 2022      | 8        | 0     | 0.3      |
| Selección de Arabia Saudita | Selección de Arabia Saudita | 2010-2018 | 42       | 27    | 0.28     |
| Total                       | Total                       | Total     | 359      | 157   | 0.68     |